# Cyptonychia spreta
Cyptonychia spreta är en fjärilsart som beskrevs av Max Wilhelm Karl Draudt 1927. Cyptonychia spreta ingår i släktet Cyptonychia och familjen nattflyn. Inga underarter finns listade i Catalogue of Life.